# Yvon Mvogo
Yvon Landry Mvogo Nganoma (Yaundé, Camerún, 6 de junio de 1994) es un futbolista suizo, de origen camerunés, que juega como guardameta.

## Trayectoria
Hizo su debut profesional con el B. S. C. Young Boys el 17 de agosto de 2013 en la Copa Suiza contra el F. C. Veyrier, partido en el que disputó los 90 minutos y el resultado final dio una victoria de 8 a 0 en favor de su equipo.
Fue fichado por el R. B. Leipzig para la temporada 2017-18.
El 25 de agosto de 2020, tras tres temporadas en el conjunto germano, fue cedido al PSV Eindhoven por dos años. Pasado ese tiempo se marchó al F. C. Lorient.

## Selección nacional
Logró su primera convocatoria a la selección absoluta de Suiza en un partido contra Lituania el cual se disputó para lograr un lugar en la Eurocopa 2016.

### Participaciones en Copas del Mundo
| Mundial                        | Sede  | Resultado        |
| ------------------------------ | ----- | ---------------- |
| Copa Mundial de Fútbol de 2018 | Rusia | Octavos de final |

### Participaciones en Eurocopas
| Copa          | Sede     | Resultado        | Partidos | Goles |
| ------------- | -------- | ---------------- | -------- | ----- |
| Eurocopa 2020 | Europa   | Cuartos de final | 0        | 0     |
| Eurocopa 2024 | Alemania | Cuartos de final | 0        | 0     |

## Clubes
| Club                   | País         | Año       |
| ---------------------- | ------------ | --------- |
| B. S. C. Young Boys    | Suiza        | 2013-2017 |
| R. B. Leipzig          | Alemania     | 2017-2022 |
| PSV Eindhoven (cedido) | Países Bajos | 2020-2022 |
| F. C. Lorient          | Francia      | 2022-2025 |

## Palmarés

### Títulos nacionales
| Título                        | Club          | País         | Año  |
| ----------------------------- | ------------- | ------------ | ---- |
| Supercopa de los Países Bajos | PSV Eindhoven | Países Bajos | 2021 |
| Copa de los Países Bajos      | PSV Eindhoven | Países Bajos | 2022 |